# Petrovina
 Petrovina  falu Horvátországban Zágráb megyében. Közigazgatásilag Jasztrebarszkához tartozik.

## Fekvése
Zágrábtól 35 km-re délnyugatra, községközpontjától 6 km-re nyugatra fekszik. 

## Története
A település neve a 1201-ben bukkan fel először Imre királynak István podgorjei ispán (comes Stephanus) és Domonkos zágrábi püspök kérelmére írt, a zágrábi püspökség birtokainak határait megerősítő oklevelében "villa Potogoria" alakban. A zágrábi püspökség birtoka volt. 1235-ben "terulla de Podgoria" néven szerepel István zágrábi püspök egyik oklevelében. Később neve Biskupecre változott, melyet azért kapott, mivel a püspökség birtoka volt. Plébániáját 1334-ben említi először Ivan zágrábi főesperes a zágrábi káptalan statutumában "Biskupech" alakban. A mai Petrovina név csak a 15. században alakult ki, Szent Péter tiszteletére szentelt plébániatemplomáról. Pecsétnyomója 1671-ből származik, ez alapján rekonstruálták Petrovina mai címerét. A település 1804-ben vásártartási jogot kapott.
1857-ben 460, 1910-ben 510 lakosa volt. Trianon előtt Zágráb vármegye Jaskai járásához tartozott. 2001-ben 274 lakosa volt. 

## Lakosság
| Lakosság változása | Lakosság változása | Lakosság változása | Lakosság változása | Lakosság változása | Lakosság változása | Lakosság változása | Lakosság változása | Lakosság változása | Lakosság változása | Lakosság változása | Lakosság változása | Lakosság változása | Lakosság változása | Lakosság változása |
| ------------------ | ------------------ | ------------------ | ------------------ | ------------------ | ------------------ | ------------------ | ------------------ | ------------------ | ------------------ | ------------------ | ------------------ | ------------------ | ------------------ | ------------------ |
| 1857               | 1869               | 1880               | 1890               | 1900               | 1910               | 1921               | 1931               | 1948               | 1953               | 1961               | 1971               | 1981               | 1991               | 2001               |
| 460                | 549                | 545                | 575                | 568                | 510                | 543                | 485                | 459                | 491                | 458                | 399                | 344                | 388                | 274                |

## Nevezetességei
- Szent Péter apostol tiszteletére szentelt plébániatemploma[3] a község egyedülálló műemléke. A templom elődje 1334-ben már állt. A mai gótikus templomot valamikor 1440 körül építették. Legnagyobb értékét a 15. század első felében készített falfestményei adják, melyek ezen országrész egyik legrégebb óta fennmaradt művészeti alkotásai. A falakat és a szentély boltozatát teljesen beborító festmények legrégebben készült részei a Passiónak, Krisztus kínszenvedésének történetét mesélik el. Ehhez kapcsolódnak a Mária és a gyermek Jézus, a trónoló Krisztus és az angyali üdvözlet ábrázolásai. Harangtornyát 1668 előtt építették. Szent Mihálynak és a Fájdalmas Szűzanyának szentelt 17. századi mellékoltárai Északnyugat-Horvátország legszebb manierista oltárai közé tartoznak. Az oldalkápolna Szent Antal oltára 1730-ban készült késő manierista stílusban. A szószék és az orgona 1821-ben készültek.
- A temetőben álló Krisztus teste kápolna 1668-ban épült.